# Бургиньон-ле-Море
Бургиньо́н-ле-Море́ (фр. Bourguignon-lès-Morey) — коммуна во Франции, находится в регионе Бургундия — Франш-Конте. Департамент — Верхняя Сона. Входит в состав кантона Витре-сюр-Манс. Округ коммуны — Везуль.
Код INSEE коммуны — 70089.

## География
Коммуна расположена приблизительно в 280 км к юго-востоку от Парижа, в 60 км северо-западнее Безансона, в 36 км к западу от Везуля.

## Население
Население коммуны на 2010 год составляло 54 человека.
| 1962 | 1968 | 1975 | 1982 | 1990 | 1999 | 2010 |
| ---- | ---- | ---- | ---- | ---- | ---- | ---- |
| 152  | 151  | 146  | 120  | 71   | 54   | 54   |

## Экономика

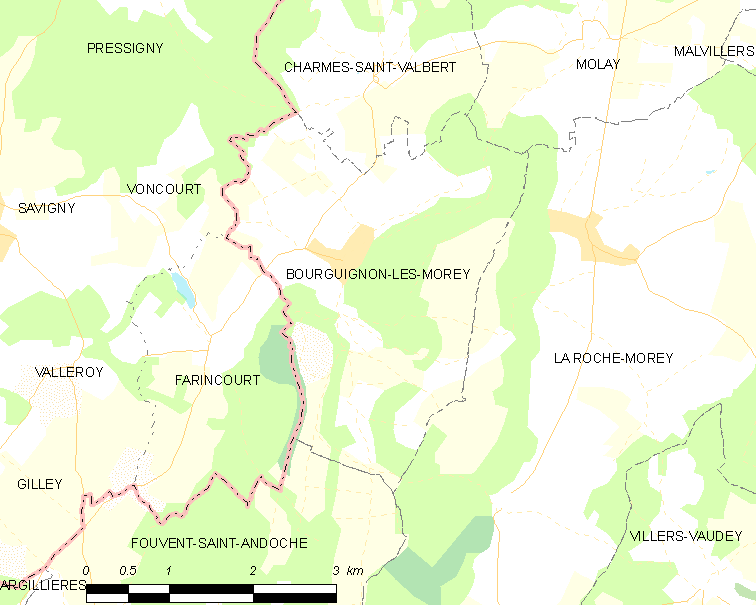
Карта коммуны

В 2010 году среди 25 человек трудоспособного возраста (15—64 лет) 17 были экономически активными, 8 — неактивными (показатель активности — 68,0 %, в 1999 году было 48,0 %). Из 17 активных жителей работали 15 человек (8 мужчин и 7 женщин), безработными было 2 (1 мужчина и 1 женщина). Среди 8 неактивных 1 человек был учеником или студентом, 2 — пенсионерами, 5 были неактивными по другим причинам.